# Gérard Crépin
Pour les articles homonymes, voir Crépin.
Gérard Crépin est un tireur sportif français.

## Carrière
Gérard Crépin remporte la médaille d'argent en skeet par équipes avec G. Béasse, Élie Penot et Jean-François Petitpied aux Championnats du monde de tir 1977 à Antibes ainsi qu'avec Jean-François Petitpied, Élie Penot et Bruno Rossetti aux Championnats du monde de tir 1978 à Séoul.